# Gonzalo García de Nodal
Gonzalo García de Nodal (1569 à Pontevedra - 1622 dans l'océan Atlantique) est un navigateur espagnol qui, avec son frère Bartolome, est envoyé par Philippe III d'Espagne en expédition.
Le premier franchissement effectif du passage de Drake est réalisé en février 1619 par les frères Nodal. Durant cette expédition, ils découvrent un petit groupe d'îles à environ 100 kilomètres sud-ouest du cap Horn, à une latitude de 56°30'S. Ils les baptisent îles Diego Ramirez après cette première expédition. Ces îles demeurent le point le plus au sud jusqu'à la découverte des îles Sandwich du Sud par le capitaine James Cook en 1775.